# Physoptychis caspica
Physoptychis caspica är en korsblommig växtart som först beskrevs av Hablitz, och fick sitt nu gällande namn av Vera Viktorovna Botschantzeva. Physoptychis caspica ingår i släktet Physoptychis och familjen korsblommiga växter. Inga underarter finns listade i Catalogue of Life.